# Berlitz Corporation
Berlitz Corporation es una compañía a escala internacional especializada en la enseñanza de idiomas.
Fue fundada en 1878 por Maximilian Berlitz en Providence, Rhode Island (Estados Unidos). Actualmente, su oficina central se encuentra en Princeton, Nueva Jersey.
Berlitz es actualmente miembro del Grupo Benesse, con más de 550 puntos (propios y franquiciados) en más de 70 países. Ofrece programas de capacitación para personas, empresas, organismos gubernamentales y organizaciones sin fines de lucro en más de 50 idiomas.